# Lake Simtustus
Der Lake Simtustus ist ein Stausee im Jefferson County im US-Bundesstaat Oregon, 11 km nordwestlich von Madras. Der Deschutes River wird durch den zwischen 1956 und 1958 erbauten Pelton Dam zum Lake Simtustus aufgestaut. Die 294 m weite Bogenstaumauer aus Beton ist 62 m hoch, an ihrer Basis 8 m und auf der Mauerkrone 2,4 m breit. Drei Generatoren erzeugen durch Wasserkraft Strom für mehr als 45.000 Haushalte. 
Der Lake Simtustus reicht 11 km bis zum Round Butte Dam, einem Steinschüttdamm, und füllt einen engen Canyon aus, so dass der See nur 90 bis 300 m breit ist. Der Stausee ist 257 ha groß und zwischen 15 und 47 m tief. Neben dem Deschutes River fließen noch mehrere Bäche wie der Campbell Creek, der Seekseequa Creek und der Willow Creek in den See. Er wurde nach Simtustus, einem Indianerscout aus Warm Springs benannt, der auf Seiten der US-Armee 1867/68 gegen die Paiute kämpfte und 1926 in der Warm Springs Reservation verstorben ist.
Vertreter der Fischereiwirtschaft wollten den Bau der Staumauer verhindern. Sie konnten jedoch nur erreichen, dass im Pelton Dam Fischtreppen eingebaut wurden und der Betreiber Portland General Electric 4 km flussabwärts eine kleinere Staumauer errichten musste. Diese wurde 1958 fertiggestellt und soll den Wasserstand des Unterlaufs so regulieren, dass ausreichend Wasser für die Fischbestände vorhanden ist. Im Jahr 1982 installierten die vereinigten Stämme der Warm Springs Reservation an dieser Mauer eine Turbine, die durch Wasserkraft die Energieversorgung von 7.000 Haushalten deckt.
Die über 4 km langen Fischtreppen am Pelton Dam erwiesen sich als nutzlos, da die Lachse und anderen Fische wohl stromaufwärts zu ihren Laichgebieten gelangten, die Jungfische dagegen aufgrund von Strömungen nicht den Weg flussabwärts fanden. Der 1964 fertiggestellte Round Butte Dam erschwerte die Fischwanderungen zusätzlich, so dass Portland General Electric das Projekt im Jahr 1968 einstellte.
Das Wasser des Sees ist allerdings nährstoffreich, so dass es einen idealen Lebensraum für Fische bietet und der See so ein bekanntes Angelgewässer für Forellen und andere Zuchtfische ist. Der am unteren Ende des Stausees liegende Pelton Park ist ein beliebter Campingplatz in Central Oregon und wird von Anglern und Wassersportlern besucht.